# Wet Dreams - Sogni bagnati
Wet Dreams - Sogni bagnati (Wet Dreams) è un film a episodi del 1974 che esplora il tema dell'amore, del sesso e della politica con l'approccio del cinema sperimentale. I tredici episodi sono diretti da Lasse Braun, Max Fischer, Oscar Gigard, Hans Kanters, Geert Koolman, Lee Kraft, Dušan Makavejev (che firma il suo segmento con lo pseudonimo di Sam Rotterdam), Nicholas Ray, Jens Jørgen Thorsen, Heathcote Williams. Il titolo richiama il Wet Dreams Festival di Amsterdam.

## Trama
- Contrasts: Due coppie miste su uno sfondo completamente bianco si stimolano sessualmente.
- The Janitor: Un uomo delle pulizie rassetta un set cinematografico dove viene proiettato un film in cui un predicatore incita il pubblico ad abbandonarsi a un'orgia.
- The Private World of Hans Kanters: Una serie di dettagli sui quadri erotici dell'artista olandese Hans Kanters.
- The Plumber: Un idraulico ha rapporti sessuali con la donna che ne ha chiesto l'intervento e la cameriera di lei.
- Another Wet Dream: Un colletto bianco viene sedotto dall'avvenente cameriera di un vagone ristorante
- Dragirama: Sequenza animata. Dei falli antropomorfi si aggirano in un paesaggio in continua metamorfosi.
- The Happy Necrophiliacs: Amsterdam. Due donne aggressive si divertono con un giovane turista statunitense in cerca di sesso.
- On a Sunday Afternoon: Due amanti salgono e scendono da un letto.
- Deep Skin: Una sequenza di dettagli anatomici dei corpi nudi di due amanti.
- A Face: Primo piano di una ragazza che, stimolata oralmente, raggiunge l'orgasmo.
- Politfuck: Una coppia intreccia le lingue come fosse una battaglia.
- The Banner: Un'orgia di corpi dipinti vanno a comporre una bandiera statunitense.
- Flames: